# Stenochroma jirouxi
Stenochroma jirouxi är en skalbaggsart som beskrevs av Vives, Bentanachs, Chew Kea Foo, Bentanachs och Chew Kea Foo 2009. Stenochroma jirouxi ingår i släktet Stenochroma och familjen långhorningar. Inga underarter finns listade i Catalogue of Life.